# 100 Club
Le 100 Club (Hundred Club) est un lieu de concert mythique situé au numéro 100, Oxford Street, à Londres. Il est notamment célèbre pour avoir accueilli en 1976 le premier festival britannique de punk rock avec les Sex Pistols, Clash, Damned, Stinky Toys, Buzzcocks et Stranglers.

## Histoire
Ouvert en 1942 sous le nom de Feldman Swing Club, le lieu est d'abord un club de jazz qui accueille essentiellement un public de GI's.
À partir de 1976 et après un changement de nom il devient le lieu de concert où se produisent les principaux groupes punk rock de l'époque. Les 20 et 21 septembre 1976 s'y déroule le « 100 Club Punk Special » ou « 100 Club Punk Festival », premier festival punk au Royaume-Uni, organisé par Malcolm McLaren et Ron Watts. Le premier jour sont à l'affiche Subway Sect, Siouxsie and the Banshees avec Sid Vicious, The Clash et les Sex Pistols. Le lendemain : les Stinky Toys (seul groupe français de punk rock invité) Chris Spedding & The Vibrators, The Damned et les Buzzcocks. Dans le public, on rencontre Shane McGowan, Chrissie Hynde, T. V. Smith et Gaye Advert (futurs The Adverts), Vivienne Westwood, et bien sûr des membres du Bromley Contingent, dont Siouxsie Sioux
En 2012, le club existe toujours et a accueilli entre autres groupes: Blur ou encore Paul Weller.